# Dendrobium bellatulum
Dendrobium bellatulum es una especie de orquídea de hábito epífita; originaria del este de Himalaya (Yunnan, Assam, Arunachal Pradesh) y norte de Indochina (Myanmar, Tailandia, Vietnam, Laos).

## Descripción
Es una orquídea de tamaño miniatura con un hábitat de epífita creciendo caliente con pseudobulbos muy cortos, ovoides a fusiformes, longitudinalmente rugoso-crestado con tallos que llevan 2 a 4 hojas, ligualadas a estrechamente elípticas, coriáceas cubiertas de pelos negros. Florece con mayor frecuencia en la primavera con una inflorescencia axilar, muy corta, racemosa, con 3-5 flores en una inflorescencia que surge en frondosos tallos cerca de los pseudobulbos, con fragantes flores de larga duración. 

## Cultivo
Necesita un descanso de invierno más seco de riego y fertilizantes a partir de noviembre y terminando con la floración en marzo. Esta especie no está mejor montada, ya que necesita que se seque completamente entre riegos.

## Distribución y hábitat
Se encuentra en la cordillera del Himalaya, sur de China, Tailandia y Vietnam en los bosques montanos primarios en altitudes de 700-2100 metros. 

## Taxonomía
Dendrobium bellatulum fue descrita por Robert Allen Rolfe y publicado en Journal of the Linnean Society, Botany 36(249): 10. 1903.
Etimología
Dendrobium: nombre genérico que procede de la palabra griega (δένδρον) dendron = "tronco, árbol" y (βιος) Bios = "Vida", en resumen significa "viven sobre los troncos de los árboles" (por su naturaleza epifita).
bellatulum: epíteto latíno que signbifica "bonita".
Sinonimia
- Dendrobium bellatulum var. cleistogamia Pradhan	[8][9]